# Allophyes pseudasiatica
Allophyes pseudasiatica là một loài bướm đêm trong họ Noctuidae.